# Mai-Mai
El Mai-Mai o Mayi–Mayi són una mena de milícia i comunitat establerta a la república Democràtica del Congo després del conflicte de Ruanda per ruandesos emigrats i per congolesos oposats a les forces perseguidores ruandeses i als seus aliats congolesos; una bona part va degenerar en grups de bandits. Els grups mai-mai haurien adoptat el seu nom d'una pràctica de la secció sanitària del moviment que ruixaven aigua (mai) sobre els cossos dels soldats.

## Història
Després de la guerra civil a Ruanda els derrotats hutus es van refugiar a la república Democràtica del Congo i es van aliar a milícies locals i eventualment a alguna de les forces que van combatre durant la guerra civil congolesa, inicialment al costat dels nacionals contra el banyamulenge tutsis (anomenats banyarwanda) i després a altres organitzacions oposades al govern (ara tutsi) de Ruanda.
El grup inicial dels Mai-Mai estava dirigit pel general Joseph David Karendo Bulenda, àlies general Padiri, nomenat brigadier general pel president Laurent D. Kabila el 1999, i comandant en cap del front oriental de la República Democràtica del Congo (de fet i els mai-mai van ser reconeguts com a part de les Forces Armades Congoleses); el grup de Padiri en el millor moment, cap al 2002, hauria arribat a comptar amb 16.000 combatents (l'ONU no obstant rebaixa la quantitat a 6.000). A l'acord de pau signat el desembre del 2002 a Pretoria apareix esmentat com un dels participants els Patriotes Résistants Maï-Maï (PRM), i dos altres grups: la Dynamique des Patriotes Maï-Maï pour la République (DMP), i el Partit nacionalista Maï-Maï (PANAM).
El 2003, després de la pau, Padiri va ser nomenat major general i comandant en cap de la IX Regió Militar, i va declarar que estava disposat a integrar les seves forces a les Forces Armades Congoleses i a desmobilitzar als kadogos (nens soldats) que eren la majoria dels seus homes. En aquests anys es van formar igualment altres grups, sent per orde d'importància el del general Dunia Lwendama Dewilo (conegut simplement com a general Dunia) que operava a Baraka, el de Akilimani a Masisi, Wailakali i Lubutu, el de Kakule Sikulivasaka a Muhango i Bunyatenge, el del general Damiano a Walikale, el de Nyakabaka a la Plana de Ruzizi i l'altiplà, i el de Mugabo Hasani a Masisi (existien encara un bon nombre d'altres grups autònoms més petits); el grup de Dunia comptava amb uns deu mil combatents el 2002 (quatre o cinc mil combatents segons l'ONU). Tots aquests grups operant al sud de Kivu i algun al nord reconeixien al general Padiri com a líder (però no el reconeixien com el seu comandant) per un acord de Bunyakiri de 9 de novembre de 1998, si bé operaven pel seu compte, amb nul·la coordinació.
Bunyakiri, a la zona fronterera de Kivu del Nord (coneguda com a Butembo o Terra dels tembo, diferent de la ciutat de Butembo al nord de Kivu), era el centre operacional de Padiri a la zona fronterera; el 2002 Padiri era la força principal a Bunakiri, Kabare, Shabunda, Kalehe, Mwenga i part de Walungu (tot al Kivu del Sud), part de Masisi i Walikae al Kivu del nord, i part de Maniema (Kailo, Kasongo, Lubutu, Pati i Punia), però tot i així Padiri mai va aconseguir el control sobre tots els grups mai-mai i va haver de negociar amb grups rivals pel control dels territoris sobretot els que tenien majoria d'exmembres de l'exèrcit hutu de Ruanda. Els ruandesos van aconseguir la cooperació d'alguns grups mai-mai amb el Rassemblement Congolais pour la Democratie (dit RCD-Goma) sent aquests grups el Mudundu 40 (el seu braç polític era el Front de Resistència i Defensa de Kivu FRDKI) i el Mouvement de Lutte contre l'Agression au Zaïre/Forces Unies de Résistance Nationale contre l'Agression de la Républíque Démocratique du Congo (MLAZ/FURNAC).
Padiri no obstant va gaudir d'un ampli control de la zona on era considerat com un governant sagrat; el govern del Congo no tenia cap poder a la zona i el territori mai-mai constituïa de fet un estat independent amb la seva policia, els seus jutges, el seu sistema educatiu i els seus funcionaris civils; va exercir control no sols sobre els refugiats hutus ruandesos sinó especialment sobre els congolesos de la zona, reclutant antics membres de les Forces Armades del Zaire que havien servit al dictador Mobutu fins a ser aquest derrotat el 1997 per l'Aliança de Forces Democràtiques d'Alliberament de Kabila, aleshores amb el suport d'Uganda i Ruanda, i més tard reclutant a membres de les Forces Armades Congoleses que havien estat derrotades per les Forces Patriòtiques Ruandeses (de fet l'exèrcit de Ruanda) i el Rassamblement Congolais pour la Democratie.
Un grup dit mai-mai opera al nord de Katanga anomenat Kata Katanga (Separem Katanga). El 23 de març de 2013 un grup de 250 soldats kata-katanguesos van entrar a Lumumbashi aparentment per rendir-se, però l'acollida popular va portar a una cerimònia en què els militants van arriar la bandera de l'estat i van hissar la de la Katanga independent; la reacció de les inadvertides forces policials locals va provocar enfrontament, i els independentistes es van refugiar a la seu local de l'ONU exigint el reconeixement de la independència del país fins que el dia 24 van anunciar la rendició i foren traslladats el 25 a Kinshasa. El líder dels rebels era el poc conegut líder local Ferdinand Ntanda Imena Mutumbo, oncle de Gédéon, el cap de la milícia maï-maï del Nord de Katanga, que hauria mort o estaria fugitiu, però algunes fonts assenyalen com a inspirador a Kyungu wa Kumwanza, président de la Unió Nacional dels Federalistes del Congo (UNAFEC) i president de l'assemblea provincial (que ho va desmentir al·legant que el partit és federalista i no independentista).